# افسانه آه
افسانه آه فیلمی به کارگردانی و نویسندگی تهمینه میلانی و تهیه‌کنندگی رضا بانکی، تهمینه میلانی و مهدی احمدی گرکانی محصول سال ۱۳۶۹ است.

## خلاصه فیلم
بیوه‌ای ثروتمند اما افسرده به شدت احساس پوچی می‌کند و قصد خودکشی دارد. وی در گذشته بین یک خواستگار ثروتمند و یک خواستگار هنرمند، مرد ثروتمند را ترجیح داده‌است و…

## جشنواره‌ها
فیلم افسانه آه در جشنواره‌های زیر حضور داشته‌است.
- جشنواره فیلم فجر (نهمین و دهمین دوره)
- جشنواره بین‌المللی فیلم‌های ایرانی در مرکز فیلم شیکاگو (چهارمین دوره)
- جشنواره برنامه زن و خانواده در ایران و مهاجرت توسط بنیاد پژوهش‌های زنان ایران
- جشنواره بین‌المللی فیلم لوکارنو سوییس (چهل و هشتمین دوره)
- جشنواره بین‌المللی فیلم‌های ایرانی در موزه هنر آسیا در گالری فریر (چهارمین دوره)
- جشنواره بین‌المللی فیلم‌های ایرانی در دانشگاه کالیفرنیا (UCLA)
- جشنواره هفته فیلم ایران در بیروت و تریپولی
- جشنواره بین‌المللی فیلمسازان زن معاصر ایرانی ایتالیا
- جشنواره بین‌المللی فیلم‌های ایرانی در موزه هنرهای زیبای بوستن (هشتمین دوره)
- جشنواره بین‌المللی فیلم قاهره (بیست و ششمین دوره)
- جشنواره بین‌المللی فیلم بی‌نهایت آلبا ایتالیا (اولین دوره)
- جشنواره بین‌المللی فیلم زنان سئول (چهارمین دوره)
- جشنواره بین‌المللی فیلم تاریخ و سینما استانبول (ششمین دوره)